# Suzuki Ryuga
Ryuga Suzuki (sinh ngày 28 tháng 2 năm 1994) là một cầu thủ bóng đá người Nhật Bản.

## Sự nghiệp câu lạc bộ
Ryuga Suzuki đã từng chơi cho Kashima Antlers, JEF United Chiba, Tochigi SC và Ehime FC.